# Guillaume Jacquemyns
Guillaume Jacquemyns, né le 23 mars 1897 à Uccle et mort le 13 décembre 1969 à Bruxelles, est un historien belge.

## Biographie
Issu d'un milieu modeste, Guillaume Jacquemyns commence une carrière d'enseignant en qualité d'instituteur tout en suivant des cours à l'université. En 1923, il soutient sa thèse de doctorat sur le thème de la crise économique dans les Flandres au lieu du XIXe siècle.
En 1931, il obtient le titre de Docteur spécial en histoire en soutenant une thèse intitulée Histoire contemporaine du Grand-Bruxelles.
Il poursuit ses recherches sur le monde ouvrier et enseigne l'histoire économique et sociale dans plusieurs établissements universitaires belges.
Sa bibliographie complète se trouve dans les Mélanges offerts à G. Jacquemyns.

## Prix
- Prix quinquennal Louis de Brouckère (1960)[2]
- Prix quinquennal d'Histoire nationale pour la période 1961-1965[2]

## Publications
- Histoire de la crise économique des Flandres, 1845-1850  (Mémoire couronné le 16 avril 1928), Bruxelles, M. Lamertin, 1929, 472 p.
- La vie sociale dans le Borinage houiller : notes, statistiques, monographies, Bruxelles, Universite Libre de Bruxelles, Institut de Sociologie Solvay, 1939, 490 p.
- La société belge sous l'occupation allemande 1940-1944 : Privations et espoirs, Bruxelles : Office de publicité, 1945, 139 p.
- La Société belge sous l'occupation allemande : 1940-1944 : Alimentation et état de santé, Bruxelles, Université libre de Bruxelles, Institut de sociologie Solvay, 1950, 538 p.
- La Société belge sous l'occupation allemande : 1940-1944 : Les Travailleurs déportés et leur famille, Bruxelles, Université libre de Bruxelles, Institut de sociologie Solvay, 1950, 143 p.